# Porbandar
Porbandar (Gujarati: પોરબંદર, Porabandar) ist eine knapp 180.000 Einwohner zählende Küstenstadt auf der Halbinsel Saurashtra im indischen Bundesstaat Gujarat. Mahatma Gandhi wurde hier geboren.

## Lage und Klima
Porbandar liegt zwischen der Küste der Arabischen See und einer vom Bhadar River gebildeten Lagune in einer Köhe von etwa 5 bis 10 m; das Stadtzentrum ist über mehrere Brücken mit dem Festland verbunden. Das Klima ist meist schwülwarm; Regen (ca. 700–1500 mm/Jahr) fällt überwiegend in den Monsunmonaten Juli bis September.

## Bevölkerungsentwicklung
| Jahr      | 1991    | 2001    | 2011    |
| Einwohner | 116.671 | 149.768 | 152.760 |

Das deutliche Bevölkerungswachstum in der zweiten Hälfte des 20. Jahrhunderts ist im Wesentlichen auf die Zuwanderung von Familien aus den umliegenden Dörfern infolge der Mechanisierung der Landwirtschaft zurückzuführen.

## Wirtschaft
Haupterwerbszweig ist der Fischfang; größter Arbeitgeber dieser Branche ist das auch exportierende Unternehmen Silver Seafood. Porbandar hat einen Flughafen und einen gegen Ende des 20. Jahrhunderts gebauten Seehafen.

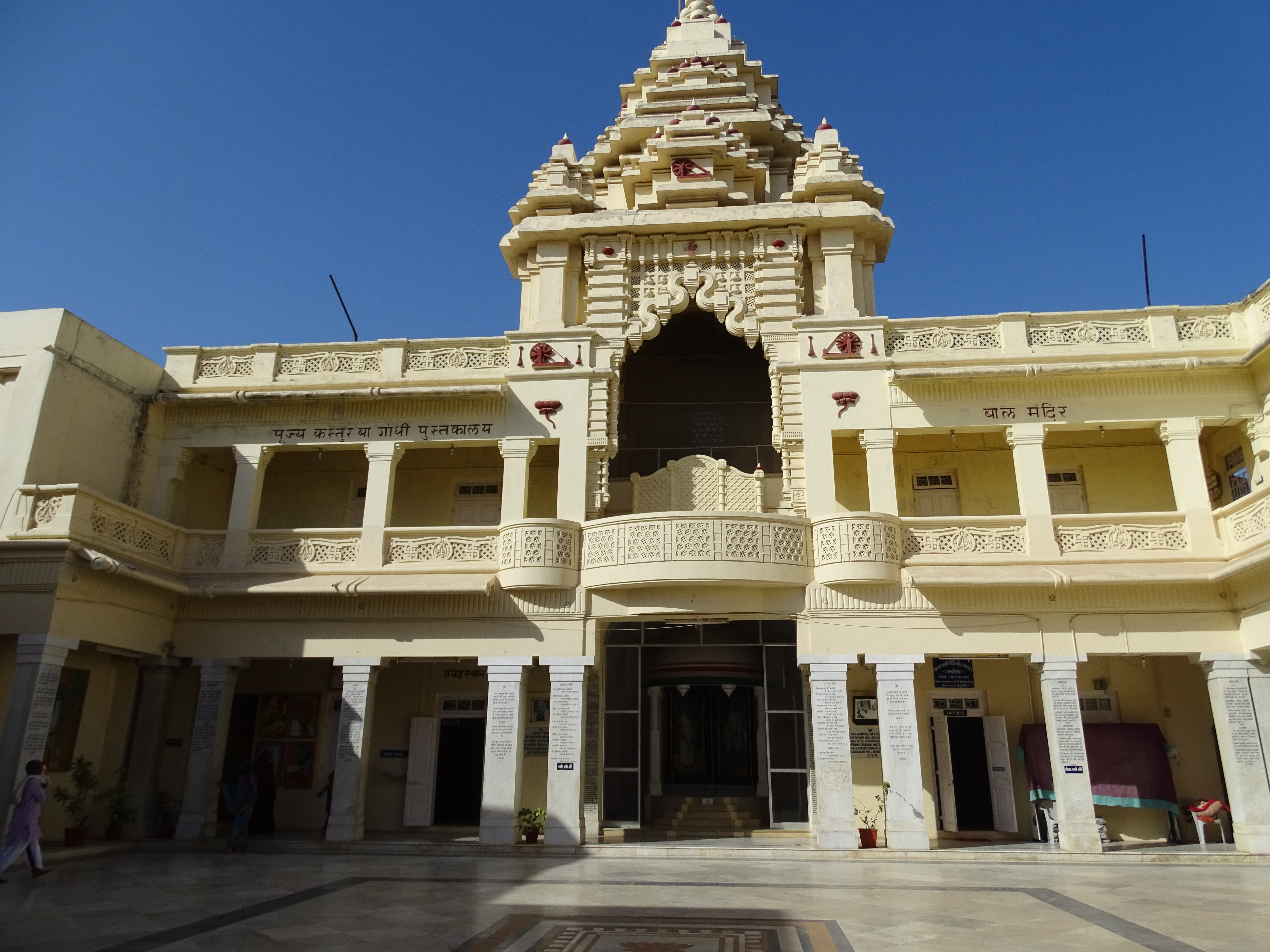
Das Kirti Mandir Museum

## Geschichte

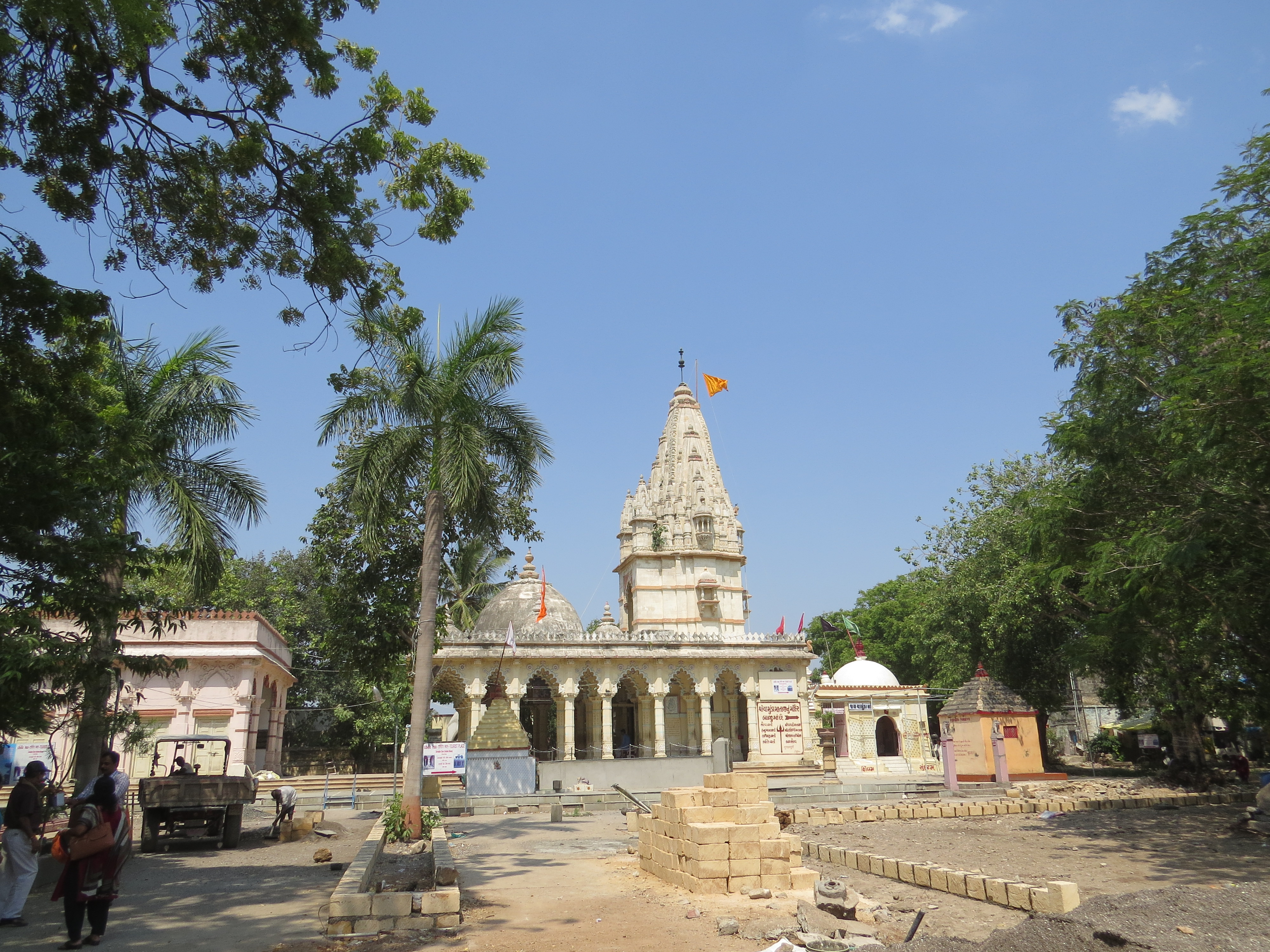
Krishna-Sudama-Tempel

Ausgrabungen um Porbandar haben eine Besiedlung des Gebiets bereits vor 3500 Jahren während der späten Harappa-Kultur nachgewiesen. Porbandar war Hauptstadt eines rajputischen Fürstenstaates, der seit 1785 Porbandar hieß.
Es ist die Geburtsstadt von Mohandas Karamchand Gandhi (1869–1948), des Vaters des unabhängigen Indiens.

## Sehenswürdigkeiten
- Hauptattraktion von Porbandar ist der Kirti Mandir an der Stelle des dreistöckigen Geburtshauses von Mahatma Gandhi. Ein kleines Museum beschäftigt sich mit dessen Geschichte und Politik.
- Der in den 1920er Jahren in europäischen Stilformen erbaute Huzoor Palace befindet sich nahe der Küste. Er war der Sitz des letzten Maharajas des Fürstenstaates.